# Câmera compacta

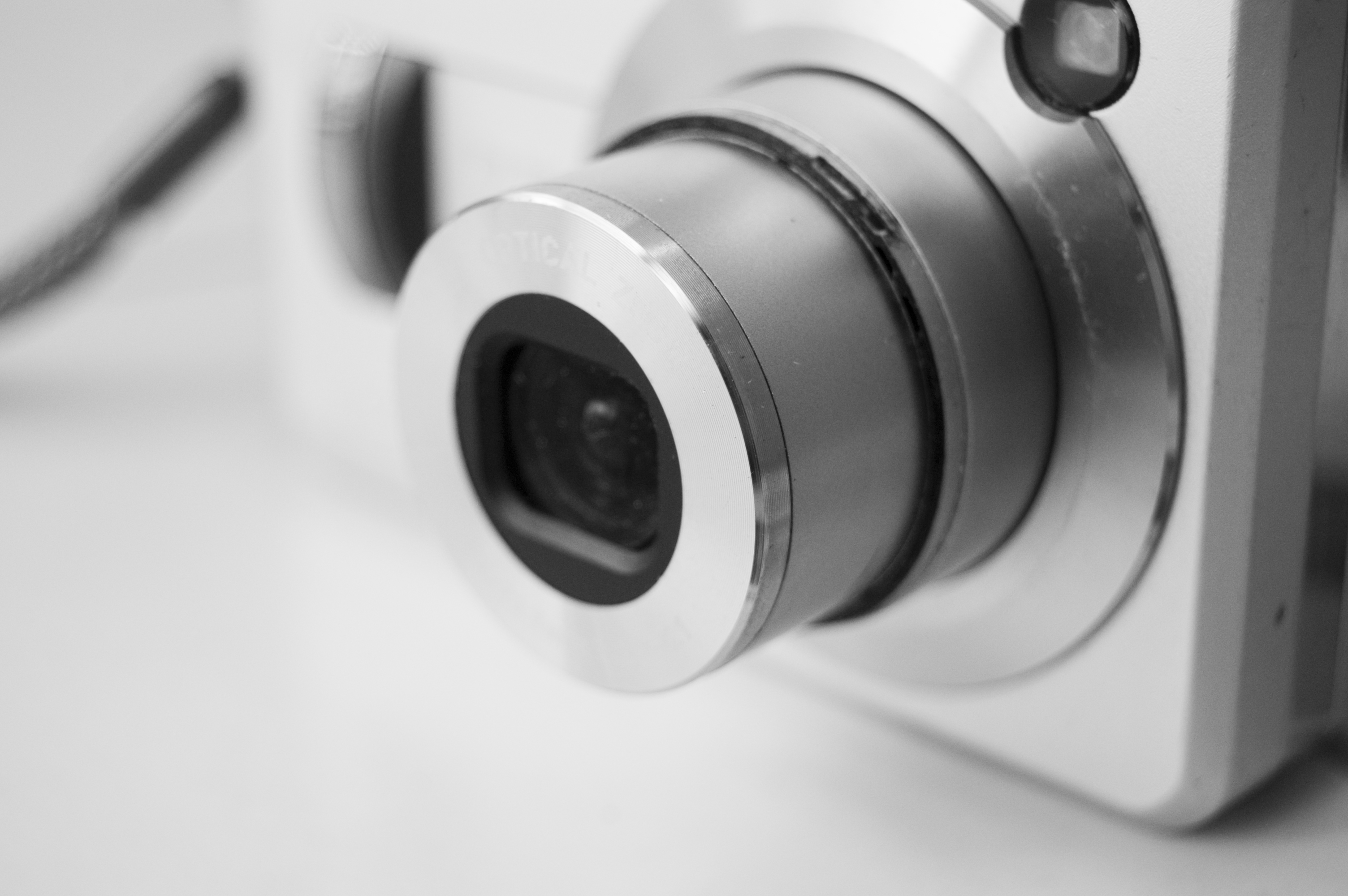
Câmera compacta digital da Casio.

Uma câmera compacta, também chamada câmera aponte-e-dispare, é uma câmera fotográfica desenvolvida para operação simples. Ela possui lente fixa com foco automático ou modos de foco e exposição pré-definidos.
Diferentemente das câmeras SLR, onde a imagem do visor é idêntica àquela que passa através da lente primária até o filme ou sensor, as câmeras compactas possuem um visor paralelo, onde a imagem vista pelo fotógrafo, não é a mesma.